# Río Edrada
El río Edrada es un río de la provincia de Orense, Galicia, España que transcurre por los municipios de Maceda, Montederramo y Parada de Sil.
Es un afluente por la izquierda del río Mao (medieval rivulum Humano u Omano Maior), al que se une a la altura del pueblo de Praducelos (parroquia de San Xoán de Seoane Vello). Nace a la altura del pueblo de Xestosa, en la parroquia de San Xoán de Covas del municipio anterior, pero en su tramo inicial recibe el nombre de río Tabenxa o Alavenche.
El río de Edrada está formado por la confluencia por su margen izquierda de diversos arroyos: el arroyo de Covas (que nace en los Chaos da Lagoa, entre los parajes de Lameira Aceda y Pereiros, en la parroquia de Covas). Se une al río Tabenxa o Alavenche en el paraje llamado Pozos Negros, muy cerca del Ponte Vella de Vilariño Frío. El arroyo do Reconco o do Brozo (que nace en Lamas da Meda cerca de Cacharrequille, en la parroquia de San Xoán de As Chas, al que se une el arroyo da Retorta, entre los pueblos de Bouzas y Cordelle de Abaixo, haciendo de límite entre los municipios de Maceda y Montederramo) y el arroyo de Os Perocás, que nace en la sierra da Cabeza da Meda, en la parroquia de As Parádellas, municipio de Parada de Sil. 
Ambos arroyos (do Reconco y dos Perocás) se unen al río cerca de la actual Ponte de Edrada, en la carretera de Vilariño Frío a Parada do Sil. Desde principios de los años 70 está convertido en embalse (embalse de Edrada), teniendo su presa la altura del pueblo de Ibil (parroquia de San Xoán de Pradomao), muy cerca de su desembocadura en el río Mao.